# Гарлі Квінн (мультсеріал, 2019)
«Гарлі Квінн» (англ. Harley Quinn) — американський комедійний екшн вебсеріал для дорослих, про персонажа Гарлі Квінн, створеної Полом Діні і Брюсом Тіммом. Продюсерами та сценаристами серії стали є Джастін Галперн, Патрік Шумакер і Діна Лорі. Прем’єра відбулася 29 листопада 2019 року на стрімінговому сервісі DC Universe.

## Синопсис
Слідкуйте за пригодами Гарлі Квінн, після того як вона розлучилася з Джокером, і з допомогою Отруйної плющ та інших, прагне стати членом Легіону Дума.

## Акторський склад та персонажі
- Кейлі Куоко —  у ролі Гарлін Квінзель / Гарлі Квінн[2]
- Лейк Белл —  у ролі Доктора Памели Айслі / Отруйна плющ[2]
- Дідріх Бадер —  у ролі Брюса Вейна / Бетмен[3]
- Крістофер Мелоні —  у ролі Джеймса Ґордона[2][3]
- Алан Тьюдік —  у ролі Джокера[2][4]
- Рагуль Колі  — у ролі Доктора Джонатана Крейна / Страхопудало[4]
- Рон Фанчес — у ролі принца Нанауе / Короля Акули
- Джей. Бі. Смув —
- Джейсон Александр —
- Ванда Сайкс —
- Джанкарло Еспозіто —
- Наталі Моралез —
- Джим Раш — у ролях Загадника, Стена, містера Айслі, Джор-Ела, Металло, Теда, Луїджі, мера Готема, Людини-невидимки
- Тоні Гейл — у ролі Доктора Психо[en][5] та Фелікса Фауста[en] [6].

## Створення

### Розробка
20 листопада 2017 року було оголошено, що тодішній неназваний всесвіт DC замовив 26 епізодів Гарлі Квінн, півгодинних анімаційних комедій для дорослих, створених і написаних Джастіном Галперном, Патріком Шумакером і Діном Лорі. Виконавчими продюсерами стати Галперн, Шумакер, Лорі і Сем Реґістер, та Дженніфер Койл, яка виступила головним продюсером. Виробнича компанія, яка бере участь у створенні мультсеріалу, складається з Ehsugadee Productions і Warner Bros. Animation. У червні 2018 року було оголошено, що прем'єра серіалу відбудеться в 2019 році. У жовтні 2018 року повідомлялося, що Кейлі Куоко також буде виконавчим продюсером серіалу через свою виробничу компанію Yes, Norman Productions.

### Набір акторів
Разом з оголошенням про замовлення серіалу, повідомлялося, що виробництво серії повинно було відійти Марго Роббі, яка зображує персонажа у Світах DC, та повторила б роль. Інші персонажі, які, як очікується, будуть представлені в серії: Джокер, Отруйна плющ, Король акула і Глиноликий.
3 жовтня 2018 року було оголошено, що Куоко озвучить Гарлі Квінн, а Лейк Белл - Отруйну Плющ. Другорядні голоси акторів в серії включають: Дідріч Бадер, як Бетмен; Alan Tudyk, як Джокер; Крістофер Мелоні, як Джеймс Ґордон; Рагуль Коглі, як Страхопудало; Рон Фунчес, Джей. Бі. Смув, Джейсон Александр, Ванда Сайкс, Джанкарло Еспозіто, Наталі Моралез, Джим Раш, Тоні Гейл.

## Реліз
За графіком DC Universe, випуск мультсеріалу відбудеться з середини жовтня 2019 року до початку 2020 року. 3 жовтня 2018 року, напередодні щорічного Нью-Йоркського Comic-Con, вийшов тизер-трейлер з участю Гарлі Квінн, Отруйного Плюща і Бетмена.
Повний, нецензурований трейлер на кавер-версію пісні Джоан Джетт з «Шоу Мері Тайлер Мур» був випущений 20 липня 2019 року, щоб збігтися з панеллю на San Diego Comic-Con .
8 грудня 2019 року перший епізод був показаний як спеціальна презентація на TBS. 1-й сезон розпочався на телеканалі Syfy 3 травня 2020 року.  Серіал транслювався на телеканалі Adult Swim у Канаді, нові серії виходили через тиждень після американської прем'єри.  Серіал розпочався на телеканалі E4 у Великій Британії та Ірландії 7 травня 2020 р.  Серіал дебютував на телеканалі HBO Max 1 серпня 2020 р.  У Сполучених Штатах Америки в програмному блоці «Тонами» телеканалу Adult Swim у ніч з 7 на 8 серпня 2021 р. вийшов в ефір марафон першого сезону. 23 червня 2022 року серіал почав транслюватися на TNT. У Східній Європі серіал став доступний 8 березня 2022 року на HBO Max.
Другий сезон був доступний для перегляду 3 квітня 2020 року на каналі DC Universe . Оригінальна короткометражка, в якій Харлі відповідає на запитання фанатів, була випущена онлайн під час DC FanDome у 2020 році .
Перші три серії третього сезону вийшли 28 липня 2022 року на каналі HBO Max, решта сім епізодів виходили щотижня до 15 вересня 2022 року .
Прем'єра четвертого сезону відбулася 27 липня 2023 року .
Прем'єра п'ятого сезону запланована на 16 січня 2025 року .